# Regresa (álbum)
Regresa es el nombre del álbum debut de estudio realizado por la cantante y actriz mexicana Chantal.Fue publicado bajo la disquera Melody en 1990 y fue producido por el compositor español Rafael Pérez Botija (quien hiciera trabajos para José José, Dulce, Lucía Méndez, Pablo Abraira, Lucero, Rocío Dúrcal). 
Contra todos los pronósticos (por aquello de que el actor que se lanza como cantante casi siempre fracasa), Chantal consigue colocar varios temas de este álbum en los primeros sitios de popularidad tales como: Virginia, Tu mitomanía, Regresa, Músculo y Tu piel. 

## Lista de canciones
1. Regresa
2. Virginia
3. Músculo
4. Una De Dos
5. Tu Piel
6. Tu Mitomanía
7. ¿Qué Te Cuesta Hacerlo Bien?
8. Sal De Mi Vida
9. Más No Se Puede Amar
10. Cero

Compuesto, arreglado y dirigido por: Rafael Pérez Botija.